# Меречинень (Арджеш)
Меречинень, Меречинені (рум. Mărăcineni) — село у повіті Арджеш в Румунії. Входить до складу комуни Меречинень.
Село розташоване на відстані 108 км на північний захід від Бухареста, 3 км на північ від Пітешть, 105 км на північний схід від Крайови, 102 км на південний захід від Брашова.

## Населення
За даними перепису населення 2002 року у селі проживали 2909 осіб.
Національний склад населення села:
| Національність | Кількість осіб | Відсоток |
| -------------- | -------------- | -------- |
| румуни         | 2856           | 98,2%    |
| цигани         | 53             | 1,8%     |

Рідною мовою назвали:
| Мова      | Кількість осіб | Відсоток |
| --------- | -------------- | -------- |
| румунська | 2877           | 98,9%    |
| циганська | 32             | 1,1%     |